# Lucie Hrstková
Lucie Hrstková (Valašské Meziříčí, 16 luglio 1981) è un'ex sciatrice alpina ceca.

## Biografia

### Stagioni 1997-2001
Attiva in gare FIS dal dicembre del 1996, la Hrstková esordì in Coppa Europa il 18 dicembre 1997 ad Altenmarkt-Zauchensee in discesa libera (34ª) e ai Giochi olimpici invernali a Nagano 1998, dove si classificò 31ª nella discesa libera, 35ª nel supergigante, 15ª nella combinata e non completò lo slalom gigante e lo slalom speciale. Poco più tardi ai Mondiali juniores del Monte Bianco vinse la medaglia di bronzo nello slalom gigante.
Nella stagione seguente esordì in Coppa del Mondo, il 24 ottobre 1998 a Sölden in slalom gigante (senza completare la prova) e ai Campionati mondiali: nella rassegna iridata di Vail/Beaver Creek 1999 si piazzò 29ª nel supergigante, 24ª nello slalom gigante e non completò lo slalom speciale. Nel 2001 ai Mondiali juniores di Verbier vinse la medaglia d'argento nello slalom gigante e ai Mondiali di Sankt Anton am Arlberg fu 38ª nel supergigante e 28ª nello slalom gigante.

### Stagioni 2002-2010
Il 19 gennaio 2002 ottenne a Berchtesgaden in slalom gigante il suo miglior piazzamento in Coppa del Mondo (23ª) e ai successivi XIX Giochi olimpici invernali di Salt Lake City 2002 si classificò 25ª nel supergigante e non completò lo slalom gigante, lo slalom speciale e la combinata. Ai Mondiali di Sankt Moritz 2003 non completò né lo slalom gigante né lo slalom speciale, mentre nella successiva rassegna iridata di Bormio/Santa Caterina Valfurva 2005 si piazzò 27ª nel supergigante, 25ª nello slalom gigante e 17ª nella combinata.
Ai XX Giochi olimpici invernali di Torino 2006, sua ultima presenza olimpica, si classificò 36ª nel supergigante, 22ª nella combinata e non completò lo slalom gigante e lo slalom speciale; l'anno dopo ai Mondiali di Åre 2007 si piazzò 29ª nel supergigante, 25ª nella supercombinata e non portò a termine slalom gigante e slalom speciale, mentre a quelli di Val-d'Isère 2009, suo congedo iridato, fu 20ª nella supercombinata e non completò il supergigante e lo slalom gigante. Prese per l'ultima volta il via in Coppa del Mondo il 29 gennaio 2010 a Sankt Moritz in supercombinata (41ª) e si ritirò al termine di quella stessa stagione 2009-2010; la sua ultima gara fu lo slalom speciale dei Campionati cechi 2010, disputato il 23 marzo a Špindlerův Mlýn e nel quale la Hrstková vinse la medaglia d'oro.

## Palmarès

### Mondiali juniores
- 2 medaglie:
  - 1 argento (slalom gigante a Verbier 2001)
  - 1 bronzo (slalom gigante a Monte Bianco 1998)

### Coppa del Mondo
- Miglior piazzamento in classifica generale: 109ª nel 2002

#### Coppa del Mondo - gare a squadre
- 1 podio:
  - 1 vittoria

### Coppa Europa
- Miglior piazzamento in classifica generale: 48ª nel 2001

### Campionati cechi
- 25 medaglie:
  - 13 ori (slalom gigante nel 1997; slalom gigante nel 1998; slalom gigante nel 2000; supergigante, slalom gigante nel 2001; supergigante nel 2002; slalom gigante, slalom speciale nel 2007; slalom gigante, supercombinata, slalom speciale nel 2009; supergigante, slalom speciale nel 2010)
  - 7 argenti (slalom gigante, slalom speciale nel 1999; slalom speciale nel 2001; slalom gigante nel 2004; slalom gigante nel 2005; slalom gigante, supercombinata nel 2010)
  - 5 bronzi (slalom speciale nel 2000; slalom speciale nel 2004; slalom speciale nel 2005; slalom speciale nel 2006; supergigante nel 2009)